# Austrolimnophila iris
Austrolimnophila iris är en tvåvingeart som beskrevs av Alexander 1929. Austrolimnophila iris ingår i släktet Austrolimnophila och familjen småharkrankar. Inga underarter finns listade i Catalogue of Life.